# Station Ulikowo
Station Ulikowo is een spoorwegstation in de Poolse plaats Ulikowo.